# ナーヤル

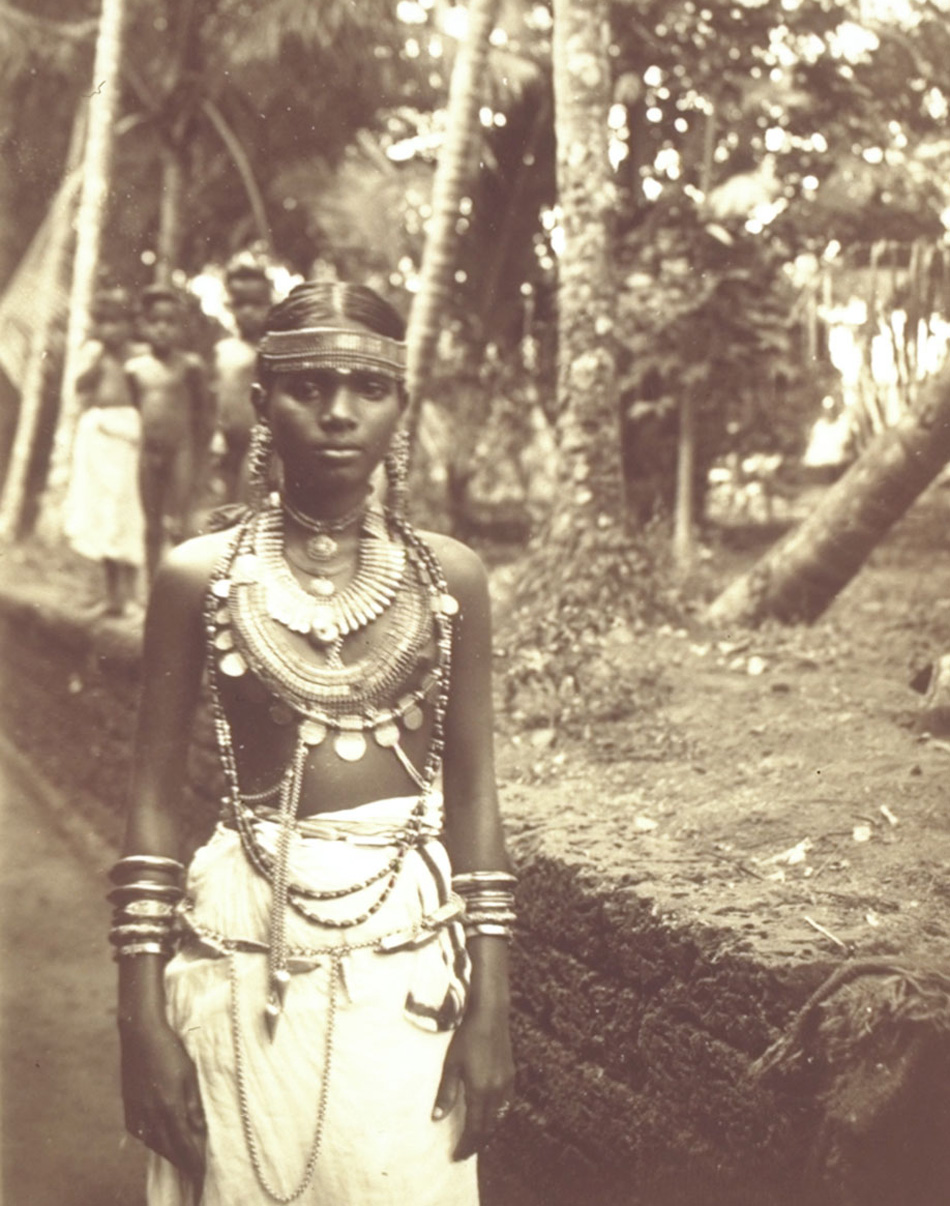
ナーヤルの女性（1914年）

ナーヤル（マラヤーラム語：നായർ、英語：Nayar/Nair）は、南インドのケララ州に居住するカースト集団。ナーイル、ナイルとも呼ばれる。
表記の揺れとして、ナヤールとも呼ばれる。

## 概要

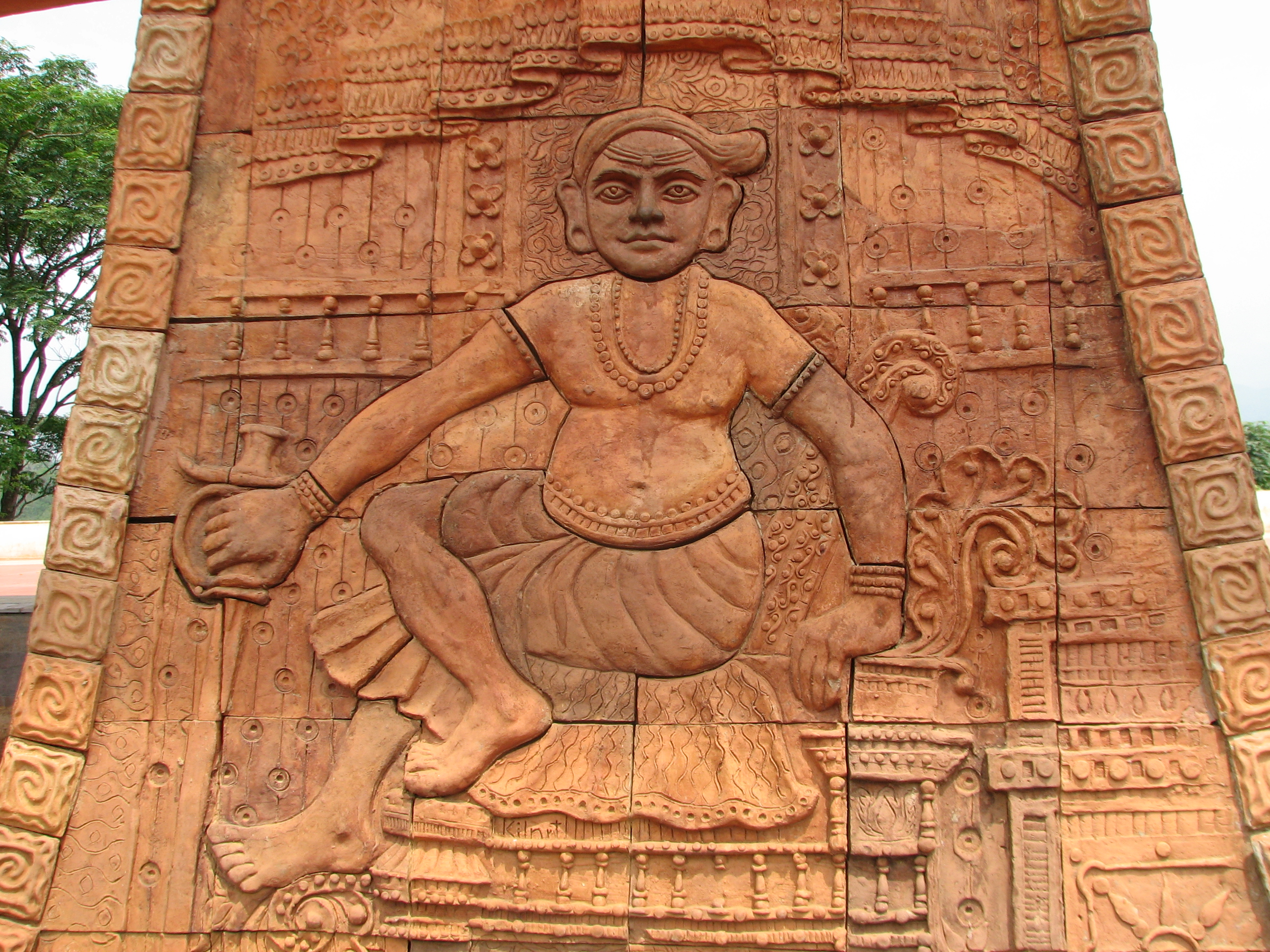
ナーヤルの戦士パラッシ・ラージャ

ナーヤルは珍しい家族形成を持っていたことから研究された。母系制を基本とし、母方の家系から継承される。
ナーヤルの母系大家族はタラワードと呼ばれ、最年長の女性を基軸とした。男性メンバーの妻子は妻のタラワードに属した。妻子は妻のタラワードで生活し、男性メンバーが妻のタラワードを訪ねる、いわゆる通い婚を行っている。

## 著名な人物
- パラッシ・ラージャ
- アイヤッパン・ピッライ・マーダヴァン・ナーヤル（A.M.ナイル）